# Đường tỉnh 706B
Đường tỉnh 706B hay tỉnh lộ 706B hay còn có tên gọi là đường Võ Nguyên Giáp (Phan Thiết), là một con đường huyết mạch tại thành phố Phan Thiết, tỉnh Bình Thuận, Việt Nam.
Đường tỉnh 706B khởi đầu tại vòng xoay Nguyễn Thông, giáp với đường tỉnh 706 thuộc phường Phú Hài và kết thúc tại vòng xoay Nguyễn Hữu Thọ, giáp với đường tỉnh 716 thuộc phường Mũi Né. Đường này được dân địa phương gọi tắt là đường ven biển hay đường 706B, đường dẫn từ Phan Thiết ra Mũi Né. Đường tỉnh 706B qua các địa phương: Phú Hài, Hàm Tiến, Thiện Nghiệp và Mũi Né. Đường tỉnh 706B dài 16 km.
Đường tỉnh 706B hiện nay 2 bên đường đã xuất hiện nhiều khu đô thị mới, trong tương lai chúng sẽ sớm được triển khai. Đường tỉnh 706B đi qua một số địa danh, như Đại học Phan Thiết, Đồi Cát Hồng, Lâu đài Rượu Vang. Từ đường 706B nhìn về hướng Đông chúng ta sẽ thấy bãi biển Mũi Né ở xa xa.